# 1908 en photographie
| Années de la photographie : 1905 - 1906 - 1907 - 1908 - 1909 - 1910 - 1911    |
| Décennies de la photographie : 1870 - 1880 - 1890 - 1900 - 1910 - 1920 - 1930 |

Cet article présente les faits marquants de l'année 1908 en photographie.

## Événements
- Gabriel Lippmann, physicien franco-luxembourgeois, est lauréat du prix Nobel de physique « pour sa méthode de reproduction des couleurs en photographie, basée sur le phénomène d'interférence ».
- Création de la Deutscher Verband für Fotografie qui réunit la majorité des clubs photographiques d'Allemagne.
- 22 janvier : Édouard Belin  présente le bélinographe qu'il vient d'inventer (appareil de la transmission à distance de photographies) au théâtre Femina à Paris.
- Le sociologue américain Lewis Hine commence à travailler pour le National Child Labor Committee (NCLC) et va durant dix ans photographier le travail des enfants à travers les États-Unis, aidant le NCLC dans sa lutte contre cette pratique[1],[2].
- Moritz Nähr est nommé Kammerfotograf par l'archiduc François-Ferdinand d'Autriche à Vienne ; il conseille l'archiduchesse d'Autriche Isabelle pour ses prises de vue et reçoit de nombreuses commandes photographiques des Habsbourg[3].

## Photographies notables

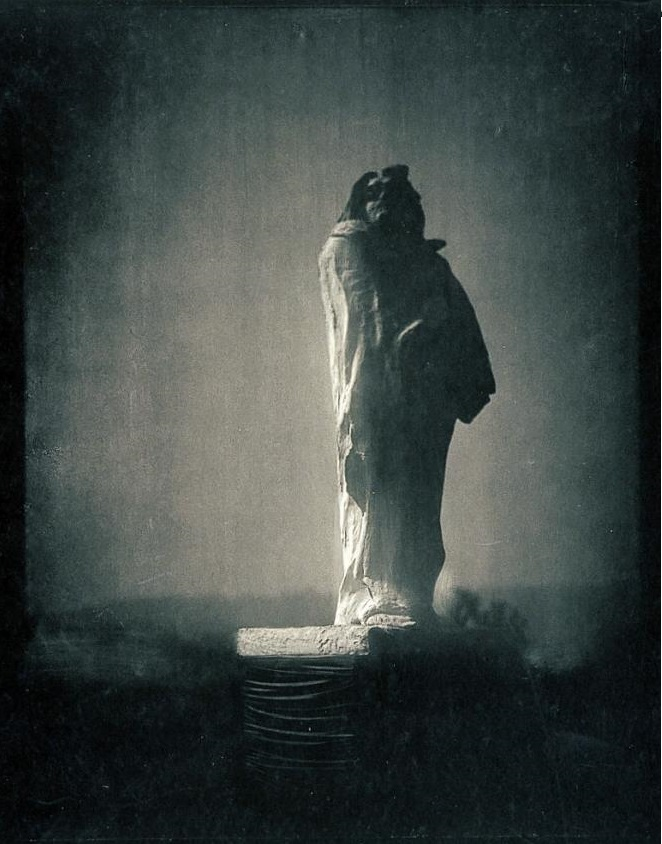
Edward Steichen, Balzac, the Open Sky.

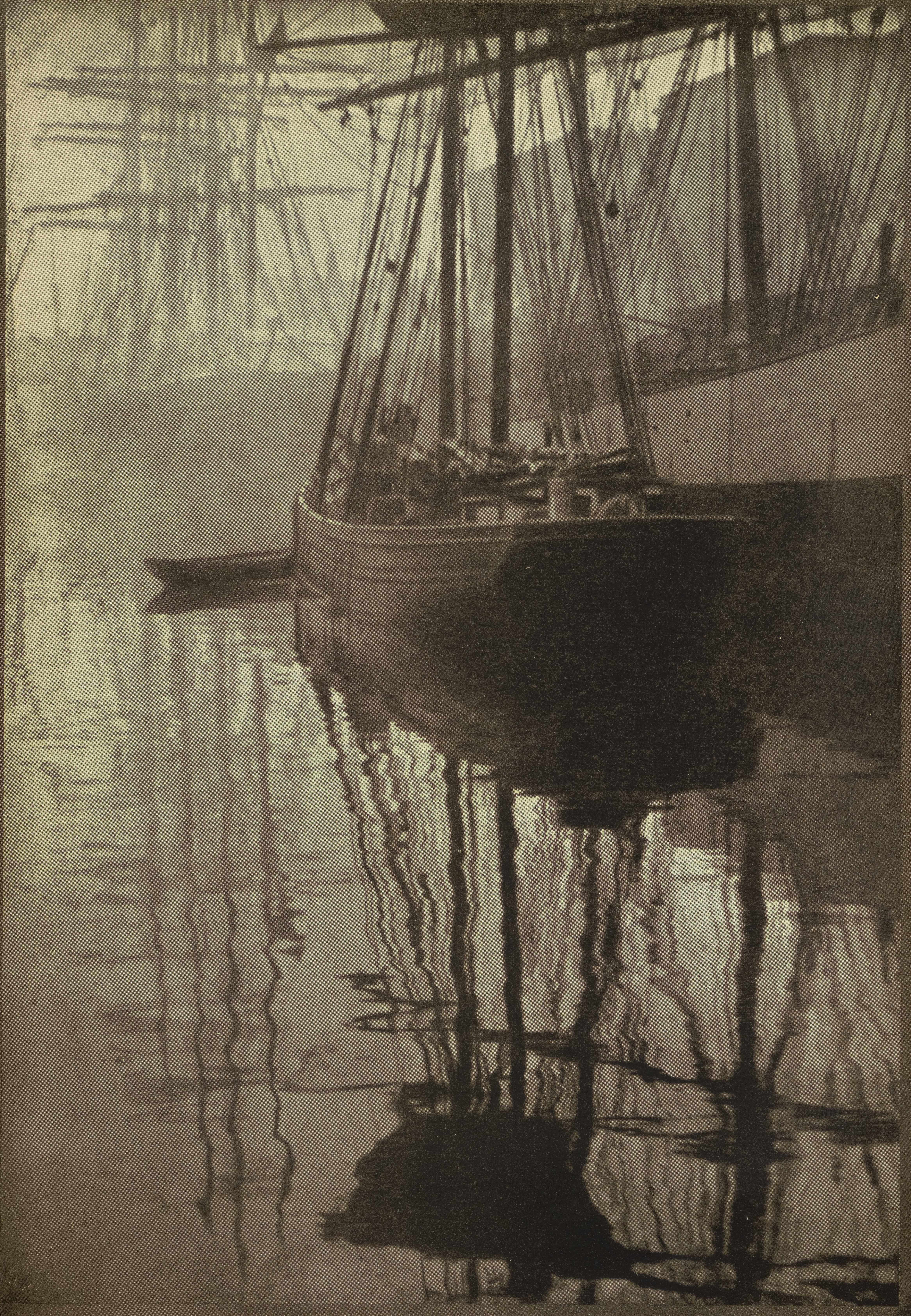
Alvin Langdon Coburn, Spider-webs, photogravure dans le n° 21 de Camera Work.

- février : le sociologue français Maurice Halbwachs photographie les taudis de la cité Jeanne-d'Arc dans le 13e arrondissement de Paris[4].
- Edward Steichen, Balzac, the Open Sky (en) ; la photographie représente la statue d'Honoré de Balzac par Auguste Rodin, exécutée en plâtre en 1898.
- La revue américaine Camera Work publie la photographie Spider-webs d'Alvin Langdon Coburn.

## Festivals et congrès photographiques
- 26 - 28 novembre : 4e congrès national de la photographie professionnelle, Paris[5].

## Naissances

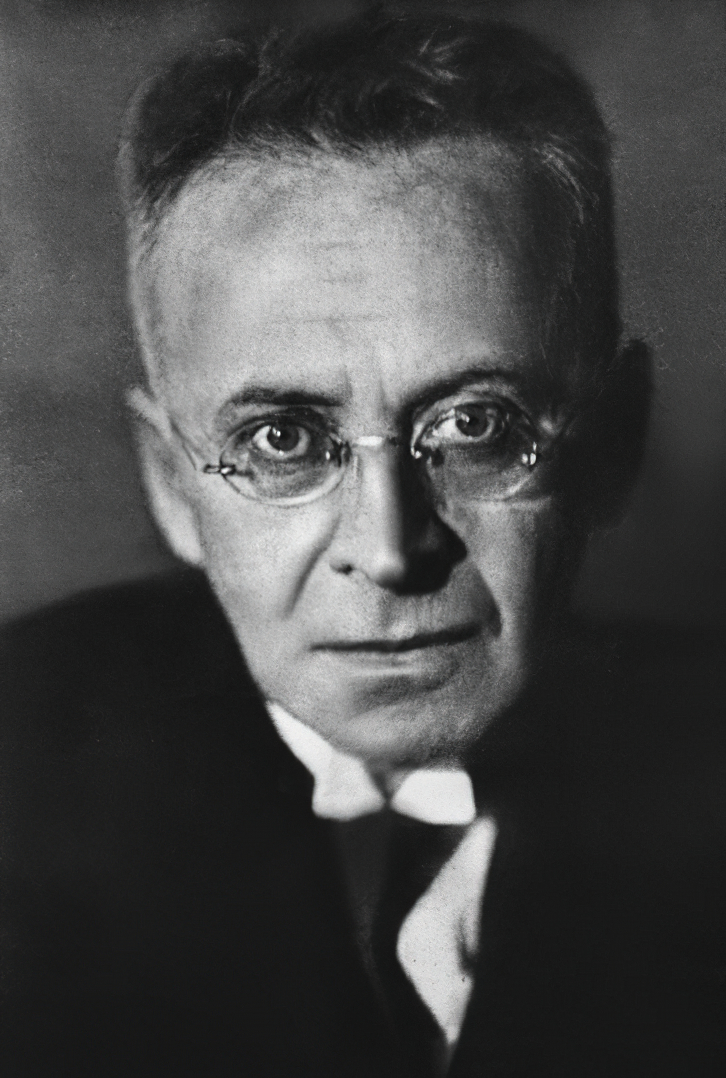
Madame d'Ora, photographie de Karl Kraus, Vienne.

- 27 janvier : Lucienne Chevert, photographe française, morte le 22 janvier 1983.
- 29 février : Pierre Boucher, photographe français, mort le 27 novembre 2000.
- 8 mars : Mario Atzinger, photographe autrichien, photographe officiel du Festival d'Avignon, mort le 6 juin 1990.
- 26 mars : Kiyoshi Koishi, photographe japonais, mort le 7 juillet 1957.
- 19 mars : George Rodger, photographe de guerre britannique, cofondateur de l'agence photographique Magnum, mort le 24 juillet 1995.
- 2 mai : Liselotte Grschebina, photographe allemande puis israélienne, morte le 14 juin 1994.
- 9 mai : Nancy Newhall, critique américaine de photographie, morte le 7 juillet 1974.
- 23 mai : Annemarie Schwarzenbach, écrivaine, photographe, journaliste et aventurière suisse, morte le 15 novembre 1942.
- 29 mai : René-Jacques, photographe français, mort le 6 juillet 2003.
- 22 juin : Beaumont Newhall, historien de la photographie américain, directeur du musée George Eastman House, mort le 26 février 1993.
- 9 juillet : Minor White, photographe américain, mort le 24 juin 1976.
- 30 juillet : Arthur Sasse, photographe américain de l'agence United Press International, mort en octobre 1973.
- 11 août : Paolo Monti, photographe italien, mort le 29 novembre 1982.
- 22 août : Henri Cartier-Bresson, photographe français, mort le 3 août 2004.
- 28 août : Edith Tudor-Hart, photographe britannique d'origine austro-hongroise, morte le 12 mai 1973.
- 11 septembre : Liselotte Strelow, photographe allemande, lauréate de la Médaille David-Octavius-Hill en 1969, morte le 30 septembre 1981.
- 3 novembre : Viktor Temine, photographe russe, mort le 9 janvier 1987.
- 20 novembre : Roger Corbeau, photographe français, mort le 14 septembre 1995.
- 13 décembre : Hedda Morrison, photographe documentaire allemande, active en Chine et en Australie, morte le 3 décembre 1991.
- 14 décembre : Eugeniusz Lokajski, sportif polonais, qui a photographié l'insurrection de Varsovie en 1944, mort le 25 septembre 1944.
- 19 décembre :
  - Gerti Deutsch, photographe austro-britannique, morte le 9 décembre 1979.
  - Gisèle Freund, photographe française d'origine allemande, morte le 30 mars 2000.
- 23 décembre : Yousuf Karsh, photographe canadien d'origine arménienne, mort le 13 juillet 2002.
- 28 décembre : Paul Guermonprez, photographe belgo-néerléndais, mort le 10 juin 1944.
- Date précise non renseignée ou inconnue :
  - Mama Casset, photographe sénégalais, mort en 1992.
  - Kunio Masaoka, photographe japonais, mort en 1978.

## Décès
- 1er décembre : François Chéri-Rousseau, photographe français, né le 14 septembre 1826.
- 22 mars : Abraham Bogardus, daguerréotypiste américain, né le 29 novembre 1822.
- 12 août : William Stinson Soule, photographe américain, connu pour ses portraits d'Amérindiens, né le 28 août 1836.
- 29 août : Francisco Zagala, photographe espagnol, né en 1842.
- 13 octobre : Hermann Ludwig von Jan, historien et photographe allemand, spécialisé dans la photographie de nu, actif à Strasbourg, né le 22 mai 1851.
- 25 octobre : Victor Camus, photographe français, né le 12 février 1858.
- 13 décembre : Augustus Le Plongeon, photographe et archéologue amateur américain, né le 4 mai 1825.
- 18 décembre : Carl Haack, photographe allemand, né le 12.
- Date précise non renseignée ou inconnue :
  - Hovsep Abdullahian, photographe arménien ottoman, créateur avec ses frères Kevork et Vichen du studio photographique Abdullah Frères à Constantinople, né en 1830.
  - Takebayashi Seiichi, photographe japonais, né le 25 février 1842.

## Célébrations
Centenaire de naissance
- Mads Alstrup
- Victor Cassien
- François Fauvel-Gouraud
- Josiah Johnson Hawes
- Marcus Aurelius Root (en)